# برونو فيراز داس نيفيس
برونو فيراز داس نيفيس (11 يونيو 1984 في بورتو أليغري في البرازيل – )؛ هو لاعب كرة قدم سابق كان يلعب كلاعب وسط.

## وصلات خارجية
- برونو فيراز داس نيفيس على موقع رابطة كرة القدم اليابانية للمحترفين (اليابانية)
- برونو فيراز داس نيفيس على موقع قاعدة بيانات كرة القدم.إي يو (الإنجليزية)
- برونو فيراز داس نيفيس على موقع Soccerway.com (الإنجليزية)
- برونو فيراز داس نيفيس على موقع عالم كرة القدم.نت (الإنجليزية)